# Michael Ovitz
Michael S. Ovitz (geboren 14. Dezember 1946 in Chicago) ist ein US-amerikanischer Unternehmer in der Filmindustrie.

## Leben
Michael Ovitz wuchs als Sohn eines Getränkegroßhändlers in Encino in Kalifornien auf. Er besuchte die Birmingham High School in Van Nuys, eine Mitschülerin dort war Sally Field. Er betrieb Kampfsport bei Steven Seagal, Ovitz förderte später die Filmkarrieren von Field und Seagal. 1969 heiratete Ovitz Judy Reich, sie haben drei Kinder (darunter die Modedesignerin Kimberly Ovitz, * 1983). 
Ovitz studierte Theater, Film und Fernsehen an der University of California, Los Angeles und graduierte 1968. Ovitz arbeitete als Künstlervermittler fürs Fernsehen und war 1975 zusammen mit Ron Meyer, Bill Haber, Rowland Perkins und Mike Rosenfeld Gründer der Creative Artists Agency (CAA), die bis 1995 unter seiner Leitung stand. Sein Kollege bei CAA Ron Meyer wurde später statt seiner Chief Operating Officer (COO) bei Universal Studios. Das von Ovitz entwickelte Geschäftsmodell bei CAA stärkte die Verhandlungsposition der Schauspieler, Regisseure und Drehbuchschreiber gegenüber den Filmstudios. Dadurch veränderten sich die Vertragsmuster und die Honorare in der Filmindustrie. Unter den vom CAA vertretenen Schauspielern waren Tom Cruise, Dustin Hoffman, Kevin Costner, John Belushi, Michael Douglas, Bill Murray, Sylvester Stallone, unter den Regisseuren Steven Spielberg und Martin Scorsese.
Im Oktober 1995 wurde Ovitz Chief Operating Officer (COO) der Walt Disney Company. Da er dort auf die Gegnerschaft von Michael Eisner stieß und ohne Erfolg blieb, schied er zum Januar 1997 aus dem Unternehmen aus. Ovitz hatte mit Disney bei seinem Eintritt Zahlungen von $140 Millionen (38 Millionen in bar und gut 100 Millionen in Aktien oder Aktienoptionen) ausgehandelt.
Aktionäre verklagten Eisner und das Board of Directors nach Ovitz' Ausscheiden, weil sie ihm vertraglich so viel Geld (engl. compensation package) zugesagt hatten; das zuständige Gericht in Delaware urteilte aber, das diese dazu berechtigt gewesen waren.
Er war als Unternehmensberater bei der Übernahme von MCA Universal durch Matsushita und bei Sonys Kauf von Columbia Pictures beteiligt.
Ovitz beriet 1993 David Letterman bei dessen Wechsel von NBC zum Fernsehsender CBS. Im 1996 erschienenen Film The Late Shift wurde Ovitz Treat Williams dargestellt.
Ovitz schuf 1999 das Unternehmen CKE aus den vier Gesellschaften Artist Management Group (AMG), Artist Production Group (APG), Artist Television Group (ATG) und Lynx Technology Group (LTG); später verkaufte er AMG an The Firm Inc. (damaliger CEO: Jeff Kwatinetz). Ovitz war Vorstandsmitglied in Unternehmen wie J. Crew, Gulfstream Aviation und Opsware. 2010 war Ovitz an der Gründung des Venture Kapital-Unternehmens Broad Beach Ventures aus über 30 Unternehmen beteiligt. Er hat Venture-Capital-Unternehmen im Silicon Valley beraten und hatte zeitweise einen Sitz im Beirat des 2009 gegründeten Venture Capital-Unternehmens Andreessen Horowitz ('a16z').
Ovitz war oder ist Mitglied im Council on Foreign Relations.
Er tritt als Mäzen auf, so war er im Vorstand des UCLA Hospital and Medical Center und organisierte die Spendenkampagne für dessen Krankenhausneubau, der von Ieoh Ming Pei entworfen wurde. Er ist zahlendes Mitglied in verschiedenen Wohltätigkeitsvereinen, bei der AIDS-Hilfe und bei Kinderförderungsprogrammen.
Ovitz hat einen Sitz im Board of trustees des Museum of Modern Art.
Er besitzt eine bedeutende Sammlung Moderner Kunst.

## Autobiografie
- Who is Michael Ovitz? : a memoir. New York : Portfolio, 2018, ISBN 978-1591845546[5]